# Lockport (Illinois)
Lockport es una ciudad ubicada en el condado de Will en el estado estadounidense de Illinois. En el Censo de 2010 tenía una población de 24839 habitantes y una densidad poblacional de 841,34 personas por km².

## Geografía
Lockport se encuentra ubicada en las coordenadas 41°35′23″N 88°1′45″O / 41.58972, -88.02917. Según la Oficina del Censo de los Estados Unidos, Lockport tiene una superficie total de 29.52 km², de la cual 29.52 km² corresponden a tierra firme y (0%) 0 km² es agua.

## Demografía
Según el censo de 2010, había 24839 personas residiendo en Lockport. La densidad de población era de 841,34 hab./km². De los 24839 habitantes, Lockport estaba compuesto por el 93.55% blancos, el 1.41% eran afroamericanos, el 0.15% eran amerindios, el 1.34% eran asiáticos, el 0.03% eran isleños del Pacífico, el 2.15% eran de otras razas y el 1.37% pertenecían a dos o más razas. Del total de la población el 8.15% eran hispanos o latinos de cualquier raza.